# Tibor Del Grosso
Tibor Del Grosso (* 27. Juli 2003 in Eelde) ist ein niederländischer Radrennfahrer, der auf der Straße und im Cyclocross aktiv ist.

## Sportlicher Werdegang
Bereits als Junior machte Del Grosso sowohl auf der Straße als auch im Cyclocross auf sich aufmerksam. 2020 wurde er niederländischer Juniorenmeister im Cyclocross; 2021 wandte er sich fast ausschließlich der Straße zu und errang den Titel im Straßenrennen und im Einzelzeitfahren. Dazu kamen Siege bei internationalen Rennen, unter anderem die Gesamtwertung bei der La Ronde Des Vallées. Mit dem Wechsel in die U23 zur Saison 2022 wurde Del Grosso Mitglied im UCI Continental Team Metec-Solarwatt p/b Mantel, mit dem er bereits in seiner ersten Saison zahlreiche Top-10-Platzierungen erreichte. Bei einem Abstecher zum Mountainbike wurde er 2022 U23-Meister im Cross-Country. Im Cyclocross konzentrierte er sich auf den Weltcup und Meisterschaften. Seinen Durchbruch hatte er in der Saison 2022/2023: nach dem nationalen Titel in der U23 gewann er in Besançon sein erstes U23-Weltcuprennen, zum Saisonabschluss wurde er in Hoogerheide Vizeweltmeister der U23 und Weltmeister mit der niederländischen Mixed-Staffel. In der Saison 2023/2024 gewann er den U23-Weltcup und wurde U23-Weltmeister.
Ende der Saison 2023 wurde Del Grosso Mitglied bei Alpecin-Deceuninck, wo er ab der Cyclocross-Saison 2023/24 im UCI Cyclo-Cross Team sowie ab der Straßen-Saison 2024 im Development Team registriert ist. Im Cyclocross gewann er vier der sechs U23-Weltcuprennen und sicherte sich die Gesamtwertung mit Maximalpunktzahl. In der Straßensaison 2024 folgten der Sieg beim Gran Premio New York City und im Prolog zur Oberösterreich-Rundfahrt. Bei den nationalen Meisterschaften im Juni errang er den U23-Titel im Straßenrennen.
Zur Saison 2025 wurde Del Grosso in das UCI WorldTeam von Alpecin-Deceuninck übernommen. Anfang des Jahres gewann er die niederländischen Meisterschaften im Cyclocross und kurz darauf auch die U23-Weltmeisterschaften.

## Erfolge

### Cyclocross
2019/2020
- Niederländischer Meister (Junioren)

2022/2023
- Weltmeisterschaften (U23)
- Weltmeister (Mixed-Staffel)
- Niederländischer Meister (U23)
- U23-Weltcup Besançon

2023/2024
- Niederländischer Meister (U23)
- Weltcup (U23) – Gesamtwertung / Troyes, Dublin, Antwerpen, Hoogerheide
- Weltmeister (U23)

2024/2025
- Weltmeister (U23)
- Niederländischer Meister
- Weltcup (U23) – Gesamtwertung / Hulst, Zonhoven, Besançon, Benidorm, Hoogerheide

### Straße
2021
- Niederländischer Meister (Junioren) – Straßenrennen und Einzelzeitfahren
- eine Etappe und Punktewertung SPIE Internationale Junioren Driedaagse
- Gesamtwertung und eine Etappe La Ronde Des Vallées

2023
- Punktewertung Flanders Tomorrow Tour

2024
- Gran Premio New York City
- Prolog und Punktewertung Oberösterreich-Rundfahrt
- Niederländischer Meister (U23) – Straßenrennen

2025
- eine Etappe Türkei-Rundfahrt

### Mountainbike
2022
- Niederländischer Meister (U23) – XCO